# Médaille Helmholtz
Ne doit pas être confondu avec Prix Helmholtz.
La médaille Helmholtz a été créée le 31 août 1891 à l'occasion du 70e anniversaire de Hermann von Helmholtz et récompense les chercheurs pour leurs réalisations exceptionnelles dans les domaines des sciences naturelles et de la technologie, de la médecine et de la théorie de la connaissance en sciences sociales. Elle a d'abord été décernée par l'Académie royale des sciences de Prusse: à partir de 1946 par l'Académie allemande des sciences de Berlin, renommée depuis 1972 Académie des sciences de la RDA. Depuis 1992, c'est à l'Académie des sciences de Berlin-Brandebourg que revient cet honneur. La médaille Helmholtz est décernée tous les deux ans à partir de 1994.

## Récipiendaires

### 1892 - 1945
- 1892 : Emil Heinrich Du Bois-Reymond, Robert Wilhelm Bunsen, William Thomson, Karl Weierstrass
- 1898 : Rudolf Virchow
- 1900 : George Gabriel Stokes
- 1904 : Santiago Ramón y Cajal
- 1906 : Antoine Henri Becquerel
- 1909 : Emil Fischer
- 1910 : Jacobus Henricus van ’t Hoff
- 1912 : Simon Schwendener
- 1914 : Max Planck
- 1916 : Richard Hertwig
- 1918 : Wilhelm Conrad Röntgen

### 1946 - 1990
- 1959 : Otto Hahn, Gustav Hertz, Max von Laue
- 1961 : Niels Bohr
- 1964 : Paul Dirac
- 1969 : Nikolaï Bogolioubov
- 1971 : Viktor Ambartsumian, Vladimir Fock
- 1975 : Louis de Broglie, Hans Stubbe (de), Andreï Kolmogorov
- 1978 : Karl Lohmann
- 1981 : Peter Adolf Thiessen (de), Piotr Kapitsa
- 1984 : Arnold Graffi (de)
- 1987 : Alexander Prochorow, Samuel Mitja Rapoport
- 1990 : Heinz Bethge (de)

### 1994 -
- 1994 : Manfred Eigen
- 1996 : Noam Chomsky
- 1998 : Roger Penrose
- 2000 : Jürgen Habermas
- 2002 : Friedrich Hirzebruch
- 2004 : Hans-Ulrich Wehler
- 2006 : Günter Spur (de)
- 2008 : Peter Wapnewski (de)
- 2010 : Niels Birbaumer (de)
- 2012 : John C. Polanyi
- 2014 : Murray Gell-Mann
- 2016 : Nicholas Rescher
- 2018 : Rita Colwell[1],[2]